# Coreia do Sul nos Jogos Olímpicos de Inverno de 2006
A Coreia do Sul mandou 40 competidores para os Jogos Olímpicos de Inverno de 2006, em Turim, na Itália. A delegação conquistou 11 medalhas no total.

## Medalhas
| Atleta                                                         | Esporte                                | Evento                       | Medalha |
| -------------------------------------------------------------- | -------------------------------------- | ---------------------------- | ------- |
| Ahn Hyun-Soo                                                   | Patinação de velocidade em pista curta | 1000 m masculino             | Ouro    |
| Ahn Hyun-Soo                                                   | Patinação de velocidade em pista curta | 1500 m masculino             | Ouro    |
| Lee Ho-Suk Ahn Hyun-Soo Seo Ho-Jin Song Suk-Woo                | Patinação de velocidade em pista curta | Revezamento 5000 m masculino | Ouro    |
| Jin Sun-Yu                                                     | Patinação de velocidade em pista curta | 1000 m feminino              | Ouro    |
| Jin Sun-Yu                                                     | Patinação de velocidade em pista curta | 1500 m feminino              | Ouro    |
| Byun Chun-Sa Choi Eun-Kyung Jeon Da-Hye Jin Sun-Yu Kang Yun-Mi | Patinação de velocidade em pista curta | Revezamento 3000 m feminino  | Ouro    |
| Lee Ho-Suk                                                     | Patinação de velocidade em pista curta | 1000 m masculino             | Prata   |
| Lee Ho-Suk                                                     | Patinação de velocidade em pista curta | 1500 m masculino             | Prata   |
| Choi Eun-Kyung                                                 | Patinação de velocidade em pista curta | 1500 m feminino              | Prata   |
| Ahn Hyun-Soo                                                   | Patinação de velocidade em pista curta | 500 m masculino              | Bronze  |
| Lee Kang-Seok                                                  | Patinação de velocidade                | 500 m masculino              | Bronze  |

## Desempenho

### Biatlo
| Atleta        | Evento               | Final     | Final | Final |
| Atleta        | Evento               | Tempo     | Pen.  | Pos.  |
| ------------- | -------------------- | --------- | ----- | ----- |
| Yoon Bae Park | Velocidade masculino | 31:29.5   | 3     | 80    |
| Yoon Bae Park | Individual masculino | 1:07:03.4 | 6     | 81    |

### Esqui alpino
| Atletas        | Evento                   | Final      | Final      | Final      | Final   | Final |
| Atletas        | Evento                   | 1ª Corrida | 2ª Corrida | 3ª Corrida | Total   | Pos.  |
| -------------- | ------------------------ | ---------- | ---------- | ---------- | ------- | ----- |
| Min Heuk Kang  | Slalom gigante masculino | DNF        | DNF        | DNF        | DNF     | DNF   |
| Min Heuk Kang  | Slalom masculino         | 58.53      | DSQ        | DSQ        | DSQ     | DSQ   |
| Hyung Chul Kim | Slalom gigante masculino | 1:26.09    | 1:26.37    |            | 2:52.46 | 28    |
| Woo-Sung Kim   | Slalom gigante masculino | DNF        | DNF        | DNF        | DNF     | DNF   |
| Min Heuk Kang  | Slalom gigante feminino  | 1:08.22    | 1:16.25    |            | 2:24.47 | 33    |
| Min Heuk Kang  | Slalom feminino          | 48.07      | 53.77      |            | 1:41.84 | 41    |

### Esqui cross-country
| Atleta         | Evento                          | Preliminares | Preliminares | Quartas     | Quartas     | Semifinal   | Semifinal   | Final       | Final |
| Atleta         | Evento                          | Total        | Pos.         | Total       | Pos.        | Total       | Pos.        | Total       | Pos.  |
| -------------- | ------------------------------- | ------------ | ------------ | ----------- | ----------- | ----------- | ----------- | ----------- | ----- |
| Chae-Won Lee   | Velocidade individual feminino  | 2:35.47      | 64 Q         | Não avançou | Não avançou | Não avançou | Não avançou | Não avançou | 64    |
| Choi Im Heon   | Clássico masculino              |              |              |             |             |             |             | 46:21.7     | 78    |
| Choi Im Heon   | Perseguição combinada masculina |              |              |             |             |             |             | DNF         | DNF   |
| Jung Eui Myung | Clássico masculino              |              |              |             |             |             |             | 46:40.8     | 80    |
| Jung Eui Myung | Perseguição combinada masculina |              |              |             |             |             |             | DNF         | DNF   |
| Jung Eui Myung | Largada coletiva masculina      |              |              |             |             |             |             | DNF         | DNF   |
| Jung Eui Myung | Velocidade individual masculino | 2:35.39      | 76           | Não avançou | Não avançou | Não avançou | Não avançou | Não avançou | 76    |
| Lee Chae Won   | Clássico feminino               |              |              |             |             |             |             | 32:57.8     | 62    |
| Lee Chae Won   | Perseguição combinada feminina  |              |              |             |             |             |             | 49:01.2     | 57    |
| Lee Chae Won   | Largada coletiva feminina       |              |              |             |             |             |             | DNF         | DNF   |
| Park Byung Joo | Clássico masculino              |              |              |             |             |             |             | 46:38.9     | 79    |
| Park Byung Joo | Perseguição combinada masculina |              |              |             |             |             |             | DNF         | DNF   |
| Park Byung Joo | Velocidade individual masculino | 2:28.85      | 63           | Não avançou | Não avançou | Não avançou | Não avançou | Não avançou | 63    |

### Esqui estilo livre
| Atleta        | Evento          | Preliminar | Preliminar | Final       | Final |
| Atleta        | Evento          | Pontos     | Pos.       | Pontos      | Pos.  |
| ------------- | --------------- | ---------- | ---------- | ----------- | ----- |
| Yoon Chae Rin | Moguls feminino | 7.07       | 30         | Não avançou | 30    |

### Luge
| Atleta      | Evento              | Final      | Final      | Final      | Final      | Final    | Final |
| Atleta      | Evento              | 1ª corrida | 2ª corrida | 3ª corrida | 4ª corrida | Total    | Pos.  |
| ----------- | ------------------- | ---------- | ---------- | ---------- | ---------- | -------- | ----- |
| Min-Kyu Kim | Individual feminino | 53.748     | 54.961     | 53.528     | 53.344     | 3:35.581 | 29    |

### Patinação de velocidade
Individual
| Atleta          | Evento           | 1ª corrida | 1ª corrida | 2ª corrida | 2ª corrida | Final   | Final             |
| Atleta          | Evento           | Tempo      | Pos.       | Tempo      | Pos.       | Tempo   | Pos.              |
| --------------- | ---------------- | ---------- | ---------- | ---------- | ---------- | ------- | ----------------- |
| Choi Jae Bong   | 500 m masculino  | 35.61      | 13         | 35.43      | 9          | 1:11.04 | 8                 |
| Choi Jae Bong   | 1000 m masculino |            |            |            |            | 1:10.23 | 17                |
| Choi Seung Yong | 500 m feminino   | 39.65      | 21         | 39.37      | 16         | 1:19.02 | 18                |
| Kim You Lim     | 500 m feminino   | 39.57      | 18         | 39.68      | 24         | 1:19.25 | 20                |
| Kim You Lim     | 1000 m feminino  |            |            |            |            | 1:18.77 | 28                |
| Kwon Sun Chun   | 500 m masculino  | 58.66      | 37         | 36.13      | 31         | 1:34.79 | 37                |
| Jin Woo Lee     | 1000 m masculino |            |            |            |            | 1:49.85 | 28                |
| Jong Woo Lee    | 1500 m masculino |            |            |            |            | 1:48.11 | 14                |
| Lee Bo-Ra       | 500 m feminino   | 40.01      | 25         | 39.72      | 25         | 1:19.73 | 25                |
| Lee Bo-Ra       | 1000 m feminino  |            |            |            |            | 1:21.19 | 34                |
| Lee Ju-Yeon     | 1000 m feminino  |            |            |            |            | 1:18.66 | 26                |
| Lee Ju-Yeon     | 1500 m feminino  |            |            |            |            | 2:00.85 | 16                |
| Lee Kang-Seok   | 500 m masculino  | 35.34      | 3          | 35.09      | 2          | 1:10.43 | Medalha de bronze |
| Lee Kang-Seok   | 1000 m masculino |            |            |            |            | 1:10.52 | 22                |
| Lee Kyou Hyuk   | 500 m masculino  | 35.76      | 17         | 35.62      | 13         | 1:11.38 | 17                |
| Lee Kyou Hyuk   | 1000 m masculino |            |            |            |            | 1:09.37 | 4                 |
| Lee Sang Hwa    | 500 m feminino   | 38.35      | 6          | 38.69      | 3          | 1:17.04 | 5                 |
| Lee Sang Hwa    | 1000 m feminino  |            |            |            |            | 1:17.78 | 19                |
| Joon Mun        | 1000 m masculino |            |            |            |            | 1:10.66 | 24                |
| Joon Mun        | 1500 m masculino |            |            |            |            | 1:48.38 | 16                |
| Noh Seon Yeong  | 1500 m feminino  |            |            |            |            | 2:03.35 | 32                |
| Noh Seon Yeong  | 3000 m feminino  |            |            |            |            | 4:15.68 | 19                |
| Yeo Sang Yeop   | 1500 m masculino |            |            |            |            | 6:58.13 | 28                |

### Patinação de velocidade em pista curta
| Atleta                                                         | Evento                       | Preliminar | Preliminar | Quartas  | Quartas | Semifinal   | Semifinal   | Final       | Final             |
| Atleta                                                         | Evento                       | Tempo      | Pos.       | Tempo    | Pos.    | Tempo       | Pos.        | Tempo       | Pos.              |
| -------------------------------------------------------------- | ---------------------------- | ---------- | ---------- | -------- | ------- | ----------- | ----------- | ----------- | ----------------- |
| Ahn Hyun-Soo                                                   | 500 m masculino              | 42.960     | 1 Q        | 42.213   | 1 Q     | 41.826      | 1 Q         | 42.089      | Medalha de bronze |
| Ahn Hyun-Soo                                                   | 1000 m masculino             | 1:27.372   | 1 Q        | 1:29.671 | 1 Q     | 1:27.909    | 1 Q         | 1:26.739 OR | Medalha de ouro   |
| Ahn Hyun-Soo                                                   | 1500 m masculino             | 2:29.808   | 1 Q        |          |         | 2:17.718    | 1 Q         | 2:25.341    | Medalha de ouro   |
| Byun Chun-Sa                                                   | 1500 m feminino              | 2:41.411   | 2 Q        |          |         | 2:26.915    | 1 Q         | DSQ         | DSQ               |
| Choi Eun-Kyung                                                 | 1000 m feminino              | 1:38.414   | 1 Q        | 1:32.875 | 1 Q     | 1:32.099    | 1 Q         | DSQ         | DSQ               |
| Choi Eun-Kyung                                                 | 1500 m feminino              | 2:37.862   | 2 Q        |          |         | 2:22.776    | 1 Q         | 2:24.069    | Medalha de prata  |
| Jin Sun-Yu                                                     | 500 m feminino               | 45.954     | 1 Q        | 46.428   | 3       | Não avançou | Não avançou | Não avançou | Não avançou       |
| Jin Sun-Yu                                                     | 1000 m feminino              | 1:31.504   | 1 Q        | 1:33.351 | 1 Q     | 1:32.546    | 1 Q         | 1:32.859    | Medalha de ouro   |
| Jin Sun-Yu                                                     | 1500 m feminino              | 2:29.731   | 1 Q        |          |         | 2:31.747    | 1 Q         | 2:23.494    | Medalha de ouro   |
| Kang Yun-Mi                                                    | 500 m feminino               | 45.755     | 2 Q        | DSQ      | DSQ     | DSQ         | DSQ         | DSQ         | DSQ               |
| Lee Ho-Suk                                                     | 500 m masculino              | 42.676     | 1 Q        | 1:22.896 | 4       | Não avançou | Não avançou | Não avançou | Não avançou       |
| Lee Ho-Suk                                                     | 1000 m masculino             | 1:35.634   | 1 Q        | 1:27.265 | 1 Q     | 1:29.150    | 1 Q         | 1:26.764    | Medalha de prata  |
| Lee Ho-Suk                                                     | 1500 m masculino             | 2:31.511   | 1          |          |         | 2:20.901    | 2           | 2:25.600    | Medalha de prata  |
| Seo Ho-Jin                                                     | 500 m masculino              | DSQ        | DSQ        | DSQ      | DSQ     | DSQ         | DSQ         | DSQ         | DSQ               |
| Ahn Hyun-Soo Lee Ho-Suk Seo Ho-Jin Oh Se-Jong Song Suk-Woo     | Revezamento 5000 m masculino |            |            |          |         | 7:01.783    | 2           | 6:43.376 OR | Medalha de ouro   |
| Jin Sun-Yu Choi Eun-Kyung Byun Chun-Sa Kang Yun-Mi Jeon Da-Hye | Revezamento 3000 m feminino  |            |            |          |         | 4:18.854    | 1st         | 4:17.040    | Medalha de ouro   |

### Salto de esqui
| Atleta                                                 | Evento                  | Preliminar | Preliminar | 1ª rodada   | 1ª rodada   | Final       | Final       | Final |
| Atleta                                                 | Evento                  | Pontos     | Pos.       | Pontos      | Pos.        | Pontos      | Total       | Pos.  |
| ------------------------------------------------------ | ----------------------- | ---------- | ---------- | ----------- | ----------- | ----------- | ----------- | ----- |
| Heung-Chul Choi                                        | Pista normal individual | 104.0      | 36         | Não avançou | Não avançou | Não avançou | Não avançou | 36    |
| Heung-Chul Choi                                        | Pista longa individual  | 85.4       | 23 Q       | 65.3        | 47          | Não avançou | Não avançou | 47    |
| Yong-Jik Choi                                          | Pista normal individual | 104.0      | 36         | Não avançou | Não avançou | Não avançou | Não avançou | 36    |
| Yong-Jik Choi                                          | Pista longa individual  | 22.8       | 53         | Não avançou | Não avançou | Não avançou | Não avançou | 53    |
| Chil Ku Kang                                           | Pista normal individual | 96.5       | 44         | Não avançou | Não avançou | Não avançou | Não avançou | 44    |
| Chil Ku Kang                                           | Pista longa individual  | 58.8       | 45         | Não avançou | Não avançou | Não avançou | Não avançou | 45    |
| Hyun-Ki Kim                                            | Pista normal individual | 107.5      | 30 Q       | 104.5       | 43          | Não avançou | Não avançou | 43    |
| Hyun-Ki Kim                                            | Pista longa individual  | 75.3       | 32 Q       | 84.4        | 39          | Não avançou | Não avançou | 39    |
| Heung-Chul Choi Yong-Jik Choi Chil Ku Kang Hyun-Ki Kim | Pista longa por equipes |            |            | 321.15      | 13          | Não avançou | Não avançou | 13    |

### Skeleton
| Atleta         | Evento    | Final      | Final      | Final   | Final |
| Atleta         | Evento    | 1ª corrida | 2ª corrida | Total   | Pos.  |
| -------------- | --------- | ---------- | ---------- | ------- | ----- |
| Kwang Bae Kang | Masculino | 1:00.41    | 59.88      | 2:00.29 | 23    |

Legenda
| Recorde mundial      | Recorde mundial (World record)               |                       | Recorde africano                      | Recorde africano (African) |                                           | Q | Classificado por posição (Qualified) |
| Recorde olímpico     | Recorde olímpico (Olympic record)            | Recorde da América    | Recorde da América (Americas)         | q                          | Classificado por melhor tempo (Qualified) |   |                                      |
| Melhor marca do ano  | Melhor marca do ano (World leading)          | Recorde asiático      | Recorde asiático (Asian)              | DNS                        | Não largou (Did not start)                |   |                                      |
| Recorde nacional     | Recorde nacional (National record)           | Recorde europeu       | Recorde europeu (European)            | DNF                        | Não terminou (Did not finish)             |   |                                      |
| Recorde pessoal      | Recorde pessoal do atleta (Personal best)    | Recorde da Oceania    | Recorde da Oceania (Oceania)          | DSQ / DQ                   | Desclassificado (Disqualified)            |   |                                      |
| Recorde da temporada | Recorde da temporada do atleta (Season best) | Recorde sul-americano | Recorde sul-americano (South America) | NM                         | Sem marca (No mark)                       |   |                                      |